# Dighawani
Dighawani là một thị trấn thống kê (census town) của quận Chhindwara thuộc bang Madhya Pradesh, Ấn Độ.

## Nhân khẩu
Theo điều tra dân số năm 2001 của Ấn Độ, Dighawani có dân số 7935 người. Phái nam chiếm 53% tổng số dân và phái nữ chiếm 47%. Dighawani có tỷ lệ 61% biết đọc biết viết, cao hơn tỷ lệ trung bình toàn quốc là 59,5%: tỷ lệ cho phái nam là 70%, và tỷ lệ cho phái nữ là 51%. Tại Dighawani, 13% dân số nhỏ hơn 6 tuổi.